# Kászem Szlímání
Kászem Szlímání (arabul: قاسم سليماني;) (Settat, 1948. július 1. – ?, 1996. november 30.) marokkói válogatott labdarúgó.

## Pályafutása

### Klubcsapatban
1968 és 1972, illetve 1973 és 1975 között az RS Settat játékosa volt. Franciaországban a Paris FC és a US Nœux-les-Mines együtteseiben is játszott.

### A válogatottban
A marokkói válogatott tagjaként részt vett az 1970-es világbajnokságon.

## Külső hivatkozások
- Kászem Szlímání – a FIFA adatbázisában
- Kászem Szlímání adatlapja a National-Football-Teams.com oldalon (angolul)

- Kászem Szlímání adatlapja a worldfootball.net oldalon (angolul)
- Kászem Szlímání. FootballDatabase.eu